# Lockdown Files
Die Lockdown Files sind eine Serie von Artikeln im Daily Telegraph, die Meinungen, Kommentare und Analysen zu mehr als 100.000 WhatsApp-Nachrichten des ehemaligen britischen Gesundheitsministers Matt Hancock enthalten. Das Material bezieht sich auf den COVID-19-Lockdown im Vereinigten Königreich und wurde der Zeitung von Isabel Oakeshott zur Verfügung gestellt.
Oakeshott hatte zuvor mit Matt Hancock an seinem Buch Pandemic Diaries zusammengearbeitet. Sie war besorgt über die langsame Geschwindigkeit der COVID-19-Untersuchung in Großbritannien und befürchtete, dass die Ergebnisse vertuscht werden könnten, da öffentliches Geld für die Schwärzung der Namen von Beamten verwendet wurde. Eine Untersuchung soll aufzeigen, ob Entscheidungen und Minister haftbar gemacht werden können und wie man für künftige Pandemien besser gerüstet sein kann.
Einige der Nachrichten legen nahe, dass Hancock und einige seiner Mitarbeiter versucht haben, die Öffentlichkeit durch Angst und Panikmache zu beeinflussen. Es wurde auch berichtet, dass Hancock Tests für Patienten in Pflegeheimen blockierte, um in Arztpraxen und Krankenhäusern das Ziel von 100.000 COVID-Tests pro Tag zu erreichen. Boris Johnson habe eine Maskenpflicht an Schulen eingeführt, um einen Konflikt mit Nicola Sturgeon zu vermeiden, die dies in Schottland bereits getan hatte. In den Nachrichten wurde auch darüber diskutiert, wie die Maßnahmen zur Eindämmung der Pandemie durchgesetzt werden können, und es wurde über Spannungen zwischen Hancock und dem Schatzkanzler Rishi Sunak berichtet.